# 竹田津町
竹田津町（たけたづまち）は、大分県東国東郡にあった町。現在の国東市の一部にあたる。

## 地理
国東半島の北部、竹田津川流域とその河口に位置していた。

## 歴史
- 1889年（明治22年）4月1日、町村制の施行により、東国東郡西方寺村、竹田津村、鬼籠村、櫛海村が合併して村制施行し、竹田津村が発足[1][2]。旧村名を継承した西方寺、竹田津、鬼籠、櫛海の4大字を編成[2]。
- 1913年（大正2年）1月1日、町制施行し竹田津町となる[1][2]。
- 1960年（昭和35年）3月31日、東国東郡国見町と合併し国見町が存続して廃止された[1][2]。

## 産業
- 農業、林業、漁業[2]

## 交通

### 港湾
- 竹田津港[2]